# Кладовище Юніон (Коннектикут)

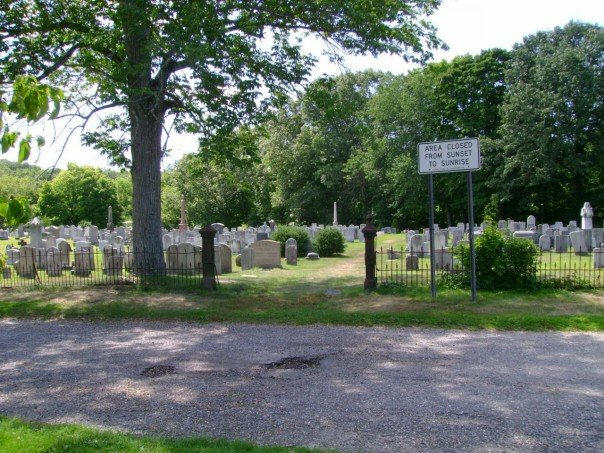
Вхід до кладовища Юніон у 2007 році.
Напис на табличці "Територія закрита від заходу до світанку".

Кладовище Юніон (англ. Union Cemetery) — кладовище, розташоване поблизу Степні-роуд в Істоні, штат Коннектикут. Історія кладовиша сягає 1700-х років. За словами мисливців за привидами, це одне з «найчастіших» кладовищ у Сполучених Штатах. Демонологи з Коннектикуту Ед і Лорейн Воррен написали книгу про кладовище під назвою «Кладовище».

## Повідомлені про привиди

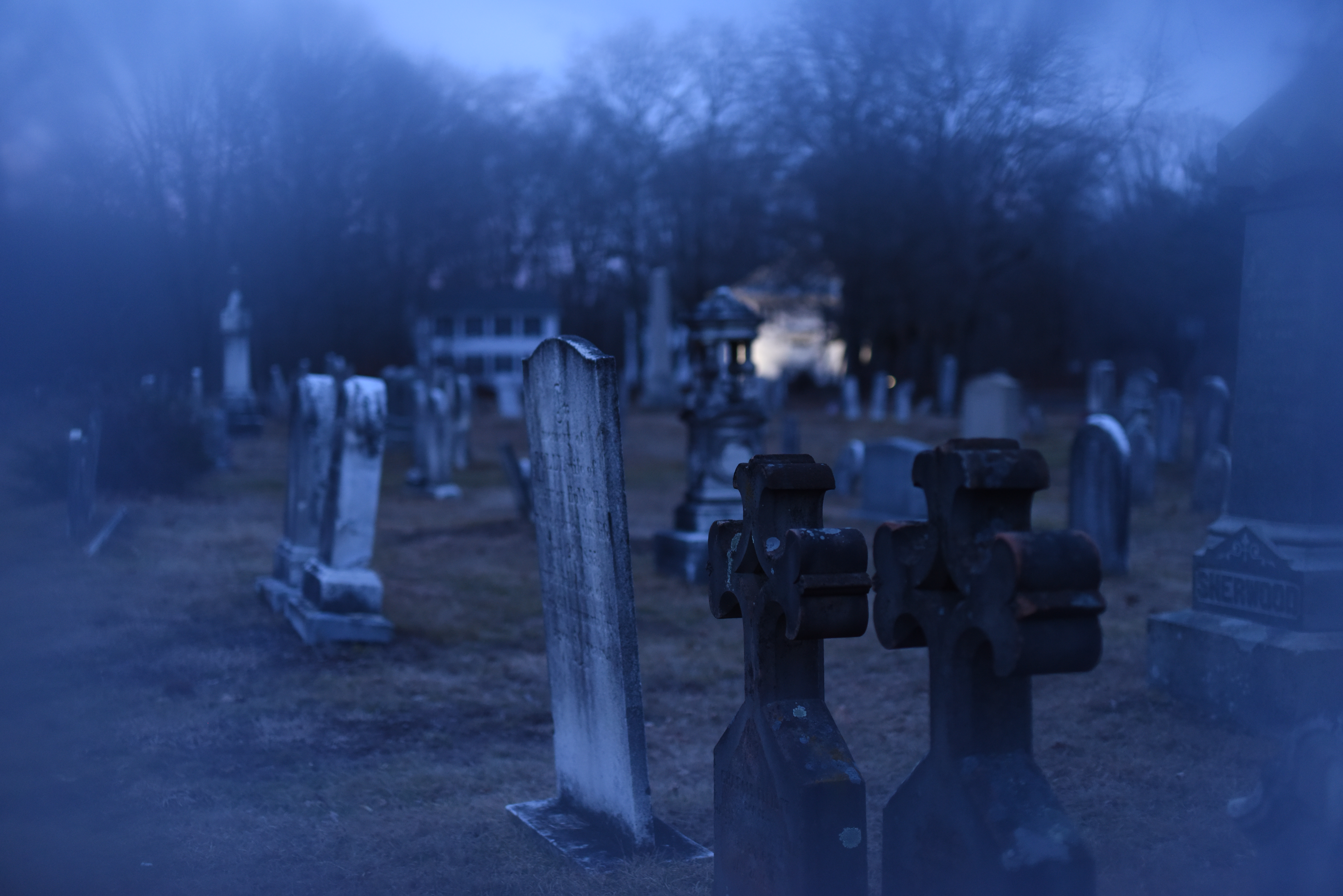
Кладовище ввечері

Згідно з популярними легендами, привид «Білої леді» переслідує кладовище Юніон, а також кладовище Степні в Монро. Як і в інших історіях про привидів Білої Леді, привид Юніон-Цвинтаря описується як одягнений у білу «прозору білу нічну сорочку або весільну сукню». Демонолог Ед Воррен стверджував, що бачив привида і мав його відео.

## Дивись також
- Енфілдський полтергейст